# Kwas fluorosiarkowy
Kwas fluorosiarkowy (kwas fluorosulfonowy), HSO
3F – nieorganiczny związek chemiczny z grupy kwasów tlenowych. Powstaje przy przepuszczeniu trójtlenku siarki przez skroplony fluorowodór:
SO
3 + HF → HSO
3F
Występuje naturalnie w gazach wulkanicznych.

## Właściwości
Kwas fluorosiarkowy jest superkwasem – ma moc ok. 1000 razy większą od kwasu siarkowego. Zmieszany z pentafluorkiem antymonu tworzy kwas magiczny – jeden z najmocniejszych superkwasów.